# Last Chants for a Slow Dance

Last Chants for a Slow Dance est un film américain réalisé par Jon Jost et sorti en 1977.

## Synopsis
Le film suit un père de famille issu d'un milieu ouvrier dans le Midwest des États-Unis. Il ne s'intéresse guère à sa famille et s'en éloigne pour de longues durées, errant de ville en ville et passant son temps dans les bars.

## Fiche technique
- Titre : Last Chants for a Slow Dance
- Réalisation : Jon Jost
- Scénario : Jon Jost
- Direction de la photographie : Jon Jost
- Montage : Jon Jost
- Musique : Jon Jost
- Genre : Drame
- Durée : 90 minutes
- Langue de tournage : anglais
- Lieu de tournage : Missoula, Montana
- Dates de sortie : 
  - 31 aout 1977 (Festival international du film d'Édimbourg)

## Distribution
- Tom Blair
- Wayne Crouse
- Jessica St. John
- Steve Voorheis